# Уильямс, Анна Элиза
Анна Элиза Уильямс (англ. Anna Eliza Williams; 2 июня 1873 — 27 декабря 1987) — британская долгожительница. С 2 февраля 1987 года и до своей смерти являлась старейшим живущим человеком среди верифицированных.

## Биография
Анна Элиза родилась в Берфорде, Шропшир, и скончалась 27 декабря 1987 года в доме престарелых в Суонси, Уэльс, в возрасте 114 лет 208 дней. Она переехала в Суонси после того, как вышла замуж за плотника Уильяма Генри Уильямса. Анна Элиза овдовела в 1954 году.
Уильямс приписала своё долголетие «жизни безделья», а также с тем, что она не курила и ела много овощей. В её семье было много долгожителей: её мать дожила до 98 лет, и все братья и сестры Анны Элизы умирали после 80 лет, а один из них дожил до 101 года. Кроме того, её дочь Констанс Харви (8 октября 1906 года — 18 июня 2014 года) прожила 107 лет 253 дня.
Анна Элиза Уильямс побила британский рекорд долголетия 12 июля 1985 года.
На её 114-й день рождения Норрис МакУайртер нанёс ей визит в дом престарелых, где она жила в то время. МакУайртер принёс ей букет цветов и открытку на день рождения. Она была внесена в Книгу рекордов Гиннеса в 1980-х годах и начале 1990-х годов. Она умерла 27 декабря 1987 года (в её свидетельстве о смерти причина кончины была указана как «старость»). Её британский рекорд долголетия — 114 лет 208 дней — был побит Шарлоттой Хьюз 28 февраля 1992 года.
После смерти Уильямс Флоренс Нэпп стала самым старым живым человеком в мире, а Жанна Кальман стала самым старым живым человеком в Европе.